# العلاقات الكورية الجنوبية المالطية
العلاقات الكورية الجنوبية المالطية هي العلاقات الثنائية التي تجمع بين كوريا الجنوبية ومالطا.

## مقارنة بين البلدين
هذه مقارنة عامة ومرجعية للدولتين:
| وجه المقارنة                                              | كوريا الجنوبية                                                          | مالطا                                                     |
| --------------------------------------------------------- | ----------------------------------------------------------------------- | --------------------------------------------------------- |
| المساحة (كم2)                                             | 100.30 ألف                                                              | 316                                                       |
| عدد السكان (نسمة)                                         | 51.47 مليون                                                             | 465.29 ألف                                                |
| الكثافة السكانية (ن./كم²)                                 | 513.16                                                                  | 147.24 ألف                                                |
| العاصمة                                                   | سول                                                                     | فاليتا                                                    |
| اللغة الرسمية                                             | اللغة الكورية                                                           | اللغة المالطية، لغة إنجليزية                              |
| العملة                                                    | وون كوري جنوبي                                                          | يورو، ليرة مالطية                                         |
| الناتج المحلي الإجمالي (بليون دولار)                      | 1.53 تريليون                                                            | 12.54 مليار                                               |
| الناتج المحلي الإجمالي (تعادل القوة الشرائية) بليون دولار | 1.75 تريليون                                                            | 14.68 مليار                                               |
| الناتج المحلي الإجمالي الاسمي للفرد دولار أمريكي          | 27.22 ألف                                                               | 22.60 ألف                                                 |
| الناتج المحلي الإجمالي للفرد دولار أمريكي                 |                                                                         |                                                           |
| مؤشر التنمية البشرية                                      | 0.901                                                                   | 0.839                                                     |
| رمز المكالمات الدولي                                      | +82                                                                     | +356                                                      |
| رمز الإنترنت                                              | .kr                                                                     | .mt                                                       |
| المنطقة الزمنية                                           | توقيت كوريا الجنوبية، ت ع م+09:00، آسيا/سيول ‏، ت ع م+08:00، ت ع م+08:30 | توقيت وسط أوروبا، ت ع م+01:00، ت ع م+02:00، أوروبا/مالطا ‏ |

## منظمات دولية مشتركة
يشترك البلدان في عضوية مجموعة من المنظمات الدولية، منها:
| علم المنظمة | اسم المنظمة                               | تاريخ انضمام كوريا الجنوبية | تاريخ انضمام مالطا |
| ----------- | ----------------------------------------- | --------------------------- | ------------------ |
|             | مؤسسة التمويل الدولية                     | 16 مارس 1964                | 1 يونيو 2005       |
|             | منظمة حظر الأسلحة الكيميائية              | ?                           | ?                  |
|             | مجموعة أستراليا                           | 1996                        | 2004               |
|             | يونسكو                                    | 14 يونيو 1950               | 10 فبراير 1965     |
|             | الأمم المتحدة                             | 17 سبتمبر 1991              | 1 ديسمبر 1964      |
|             | المنظمة الهيدروغرافية الدولية             | ?                           | ?                  |
|             | منظمة الشرطة الجنائية الدولية             | ?                           | ?                  |
|             | مجموعة الموردين النوويين                  | ?                           | ?                  |
|             | البنك الدولي للإنشاء والتعمير             | 26 أغسطس 1955               | 26 سبتمبر 1983     |
|             | الاتحاد البريدي العالمي                   | ?                           | ?                  |
|             | منظمة التجارة العالمية                    | ?                           | ?                  |
|             | الفريق المعني برصد الأرض                  | ?                           | ?                  |
|             | المركز الدولي لتسوية المنازعات الاستشارية | 23 مارس 1967                | 3 ديسمبر 2003      |
|             | وكالة ضمان الاستثمار متعدد الأطراف        | 12 أبريل 1988               | 12 سبتمبر 1990     |

## وصلات خارجية
- موقع وزارة الخارجية الكورية الجنوبية
- موقع وزارة الخارجية المالطية